# Svarverort
Svarverort (estniska: Sõrve säär) är en landtunga i sydvästra Estland som utgör ön Ösels sydligaste punkt. Den ligger på halvön Svorbe i kommunen Torgu vald och landskapet Saaremaa (Ösel), 230 km sydväst om huvudstaden Tallinn. 
Udden är mycket smal och nästan 1,5 km lång och skjuter ut i havet vid Svorbesundet. På udden ligger Sõrve fyr (Sõrve tuletorn). Utanför fortsätter ett undervattensrev och där ligger också öarna Lombimaa och Vestiükk.

## Galleri

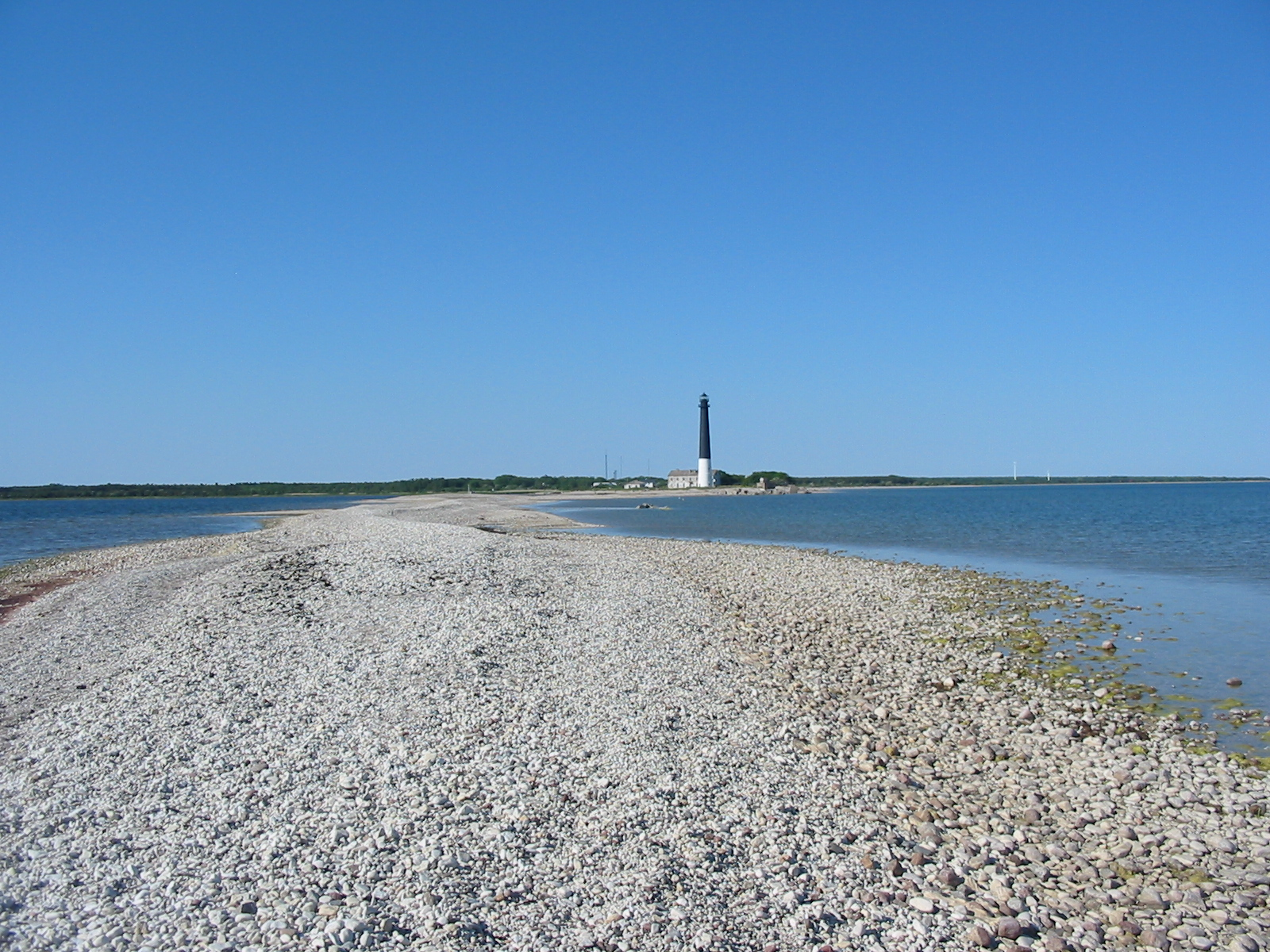
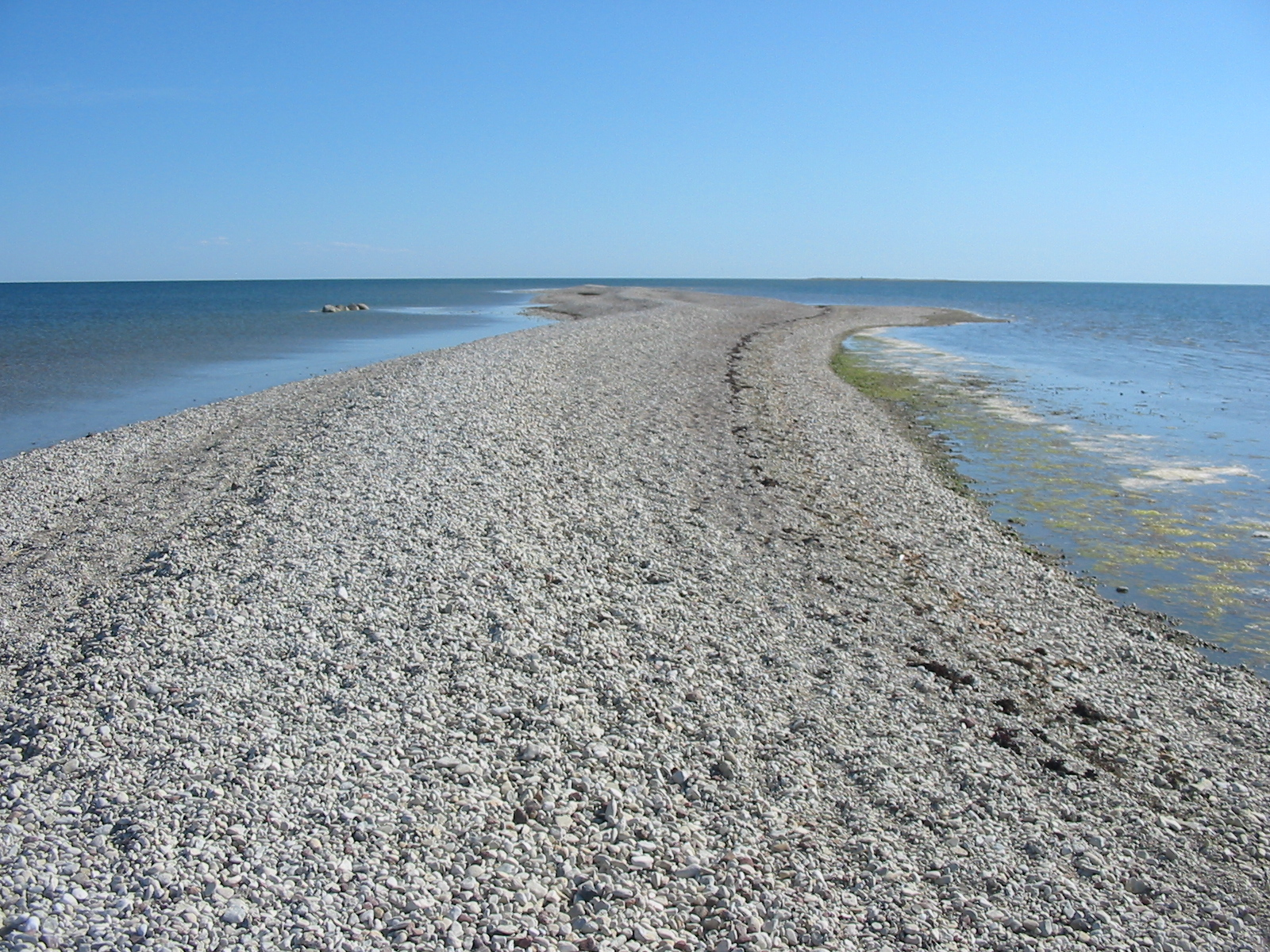
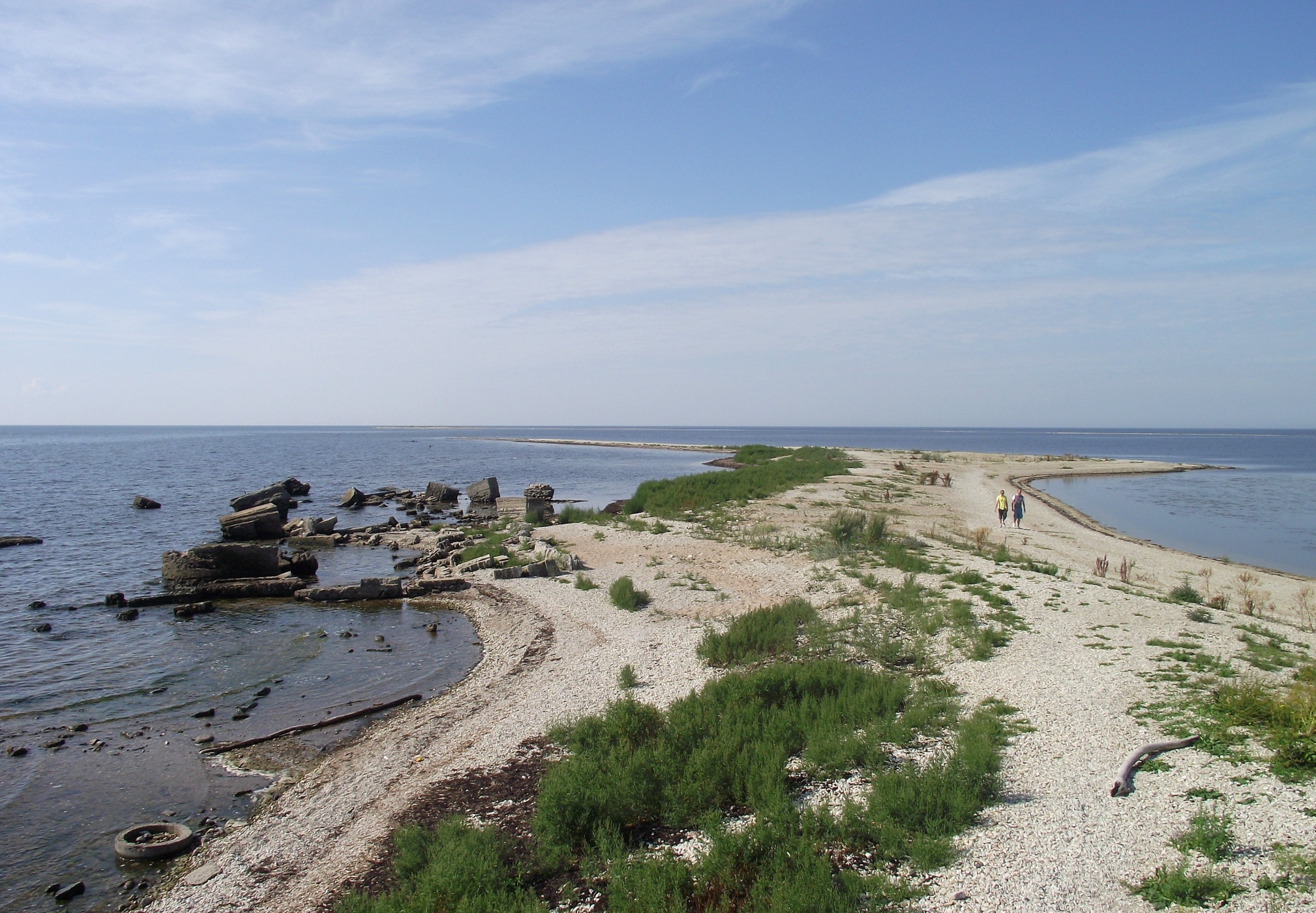
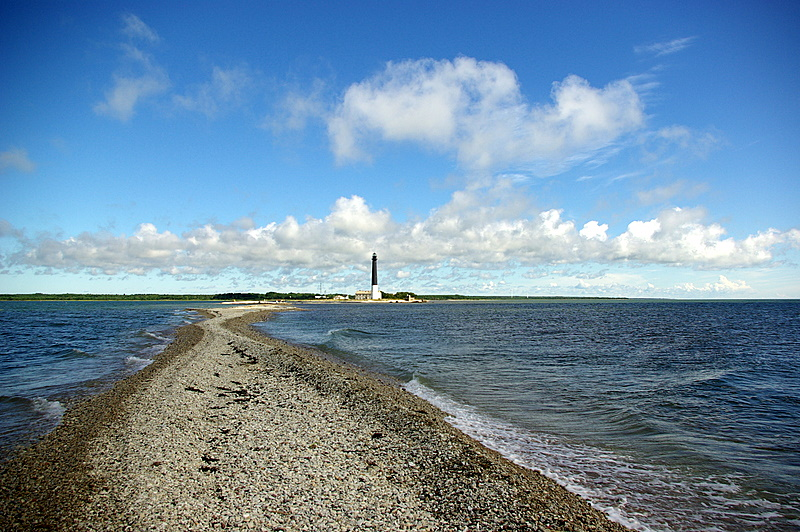